# Дыртык-оол, Анна Оюновна
Анна Оюновна Дыртык-оол (род. 6 мая 1953) — ветеран и исследователь музейного дела в Туве, кандидат исторических наук, доцент ТувГУ, заслуженный деятель науки Республики Тыва.

## Биография
Родилась 6 мая 1953 года в селе Тээли Бай-Тайгинского района Тувинской Автономной области в семье служащих. В 1976 году, окончив филологический факультет Кызылского государственного педагогического института, устроилась работать учительницей в Чаатинскую среднюю общеобразовательную школу Улуг-Хемского района, затем в Сушинскую школу Пий-Хемского района. С 1982 года начала трудиться младшим научным сотрудником научно-просветительного отдела в Тувинском республиканском краеведческом музее, (ныне Национальный музей им. Алдан-Маадыр) республики Тыва. В 1982 году её перевели на должность заведующего сектором учета отдела фондов по рекомендации главного хранителя фондов. С 1990 по 1995 год Анна Оюновна проработала на должности главного хранителя. С 1999 года её приняли ассистентом на кафедру Всеобщей истории Тувинского государственного университета. В 2002 году защитила кандидатскую диссертацию по теме «Становление и развитие музейного дела в Туве» под научным руководством доктора исторических наук, профессора З. Ю. Доржу в Бурятский государственный университет (г. Улан-Удэ). В 2007 году ей присвоено ученое звание доцента. С 2004 по 2007 год совмещала преподавательскую деятельность в Тувинском государственном университете с работой в музее в должности заместителя директора по научной работе, ещё работала на должности ученого секретаря. В 2013 году Анна Оюновна возвращается в Национальный музей РТ в качестве заместителя по научной работе, а с 2015 года работает заведующим отделом истории и краеведения.

## Деятельность
А. О. Дыртык-оол проявила себя как экспозиционер. Автор выставки «Социально-экономическое развитие Тувинской АССР» (1984) в Улан-Баторе, соавтор выездной выставки «Там, где рождается Енисей» в Государственном музее этнографии народов СССР (1986), выездной выставки по камнерезному искусству Тувы в Южном Сахалинске, Улан-Удэ и других городах России. С А. О. Дыртык-оол разработана научная концепция экспозиции музея Тувинских добровольцев и совместно с художником Валерием Елизаровым создана экспозиция в бывшем Зале торжеств городского ЗАГСа, ныне здание Детской хореографической школы г. Кызыла. Участвовала в различных научных проектах: «Общетрадиционная культура жителей Монгун-Тайгинского кожууна» (2008), РЦП «Исследование береговой зоны Саяно-Шушенского ГЭС» (2008), Рособразования «Межкультурное взаимодействие народов Алтая, Тувы, Красноярского края России и Монголии» (2009-2010), РГНФ «Традиционная культура тюркоязычных народов приграничных районов Монголии и Республики Тыва» (2010). А. О. Дыртык-оол — организатор первых «Ермолаевских чтений» (2012 г.), совместно с У. П. Опей-оол и У. Б. Нурзат организовали выпуск историк-краеведческого альманаха «Летопись Тувы», который выходил с 2007 по 2012 годы. Она — автор 165 научных публикаций, двух монографий по музейному делу Тувы. Соавтор II-го и III-го томов коллективного труда ТИГПИ "История Тувы " (2007, 2016). Являлась членом Учёного Совета Национального музея Республики Тыва.

## Награды и звания
- победитель номинации «Известный ученый» (2010)
- заслуженный деятель науки Республики Тыва (2009)

## Основные публикации
- монография «История музейного дела в Тувинской Народной Республике»[4]
- монография «Музейное строительство Тувы в составе Российской Федерации»
- учебно-методическое пособие «Музейное дело» (2006)
- Историческое краеведение (в 2-х частях), 2013
- Музееведение: Культурно-просветительная деятельность музея (2015)